# Haboku

Haboku de Sesshu Toyo

Haboku (破 墨) i hatsuboku (溌 墨) són una mena de tècnica emprada en la pintura amb tinta (suiboku). Com es veu en les pintures de paisatge, la tècnica implica una simplificació abstracta de formes i la llibertat de pinzellada. Els dos termes es confonen sovint. Generalment, Haboku es basa en un contrast de capes negres, grises i blanques, mentre que hatsuboku utilitza esquitxades de tinta, sense sortir de contorns clars o contorns. Al Japó aquests estils de la pintura es van escampar gràcies al pintor japonès Sesshu Toyo.